# Puig del Llop
El Puig del Llop és una muntanya de 454 metres que es troba entre els municipis de Colera i Llançà, a la comarca catalana de l'Alt Empordà.